# 麥克斯威爾·柏金斯
麥克斯威爾‧柏金斯（英語：Maxwell Evarts Perkins，1884年9月20日—1947年6月17日）是美国出版史上一位傳奇人物和編輯。
他曾為佛蘭西斯·史考特·基·費茲傑羅（F. Scott Fitzgerald）、歐內斯特·海明威（Ernest Hemingway）、湯瑪斯·伍爾夫（Thomas Wolfe）、瑪喬麗·金楠·勞林斯（Marjorie Kinnan Rawlings）等著名作家編書。

## 生平
柏金斯出生於紐約。1907年從哈佛大學畢業後，他的第一份工作是在紐約時報當記者；1910年，他進入斯克裡布納之子公司擔任廣告經理一職；自1914年起轉戰編輯部，從此展開他一生最重要的編輯事業。
1917年，柏金斯開始和一位有志創作的年輕人通信，為了能順利出版他的作品，柏金斯歷經一番奮戰，不顧出版社文學顧問布羅奈爾的反對，堅持買下這位年輕人處女作的版權。最後經過數次的改寫，終於在1920年－《塵世樂園》（This Side of Paradise）一書進了印刷廠。此書出版後深獲好評，被認為是反映時代的一部佳作，這個年僅24歲、原本默默無聞的年輕人－佛蘭西斯·史考特·基·費茲傑羅，自此一舉成名，也是當時斯克裡布納之子公司出版記錄上最年輕的作家。柏金斯與費茲傑羅，兩人聯手宣告年輕爵士時代的來臨；也從此展開柏金斯與多位重要作家的共事經驗。
1925年，費茲傑羅在巴黎認識一位剛出道的窮作家，該作家正在撰寫自己的第一本長篇小說，於是費茲傑羅將他推薦給柏金斯；他就是日後在文學領域佔有舉足輕重地位、並獲得諾貝爾文學獎的歐內斯特·海明威。1926年，柏金斯幫助海明威出版他的成名作《太陽照樣升起》（台譯《妾似朝陽又照君》The Sun Also Rises），正式將這位小說家引入美國文壇。
另一位著名小說家湯瑪斯·伍爾夫，亦是藉由柏金斯的挖掘與琢磨，始在文壇大放光芒。他曾在作品的扉頁上寫著，要把書獻給「一位偉大的編輯和一位勇敢而誠實的人。當作者陷入極度的失望和懷疑中時，他不吝於給予堅定的支持，不讓作者在絕望中輕易放棄。」藉此肯定柏金斯的貢獻。伍爾夫並在自己《你再也無法回家》（You can't Go Home Again）一書中，藉一個虛擬的人物愛德華（Foxhall Edwards）生動地刻畫這位編輯，使他的傳奇形象躍然紙上。
在柏金斯長達25年的編輯生涯中，他引導無數才華洋溢的作家開創寫作顛峰；他不僅是一位專業的編輯，同時身兼作者的精神支柱、忠實摯友、資金贊助者及事業生涯的引導者等多重身份。柏金斯認為編輯工作要盡己所能地挖掘、栽培作者的才華，並用各種方式協助一部優秀作品的完成；儘管他在編輯著作上花費許多的心血，但柏金斯自始至終都堅持自己的信念－「書是屬於作者的」。
柏金斯與費茲傑羅的信件往來，被收集成《Dear Scott, Dear Max: The Fitzgerald-Perkins Correspondence》（John Kuehl /Jackson Bryer,1991）一書出版，另一本性質類似的作品《The Only Thing That Counts》（Matthew J. Bruccoli/Robert W. Trogdon），則是談論有關柏金斯和海明威之間的關係。A. Scott Berg在1978年出版了一本頗暢銷的柏金斯傳記《Max Perkins: Editor of Genius》，當中記錄了他的一生與經歷。在《編輯寫給作者的信：柏金斯信件集》（Editor to Author: The Letters of Maxwell Perkins）一書中，集結了柏金斯有關編輯工作的信件，充分流露他卓越的能力與品味、領導文化潮流的強烈風格，更加奠定這位編輯巨匠的地位；此書是對編輯行業或角色有興趣的人，都該一讀的佳作。
1947年6月17日，柏金斯逝世。他生前在康乃迪克州的新卡納的住處，目前已被列入國家歷史古蹟管理處。

## 大眾文化
- 《天才柏金斯》：2016年傳記電影，麥克斯威爾·柏金斯由柯林·佛斯飾演。

## 外部連結
- Thomas Wolfe Memorial - Maxwell Perkins
- Family tree of William Maxwell Perkins（页面存档备份，存于）